# Запис храст код цркве (Ланиште)
Запис храст код цркве (Ланиште) се налази на парцели чији је власник Српска православна црква - Православна епархија шумадијска - Црквена општина ланишка.

## Локација
| Општина             | Јагодина                                                         |
| Катастарска општина | Ланиште                                                          |
| Потес               | Горња Мала                                                       |
| Координате          | 44° 02′ 03″ С; 21° 14′ 16″ И / 44.034100000000002° С; 21.2377° И |
| Надморска висина    | 116m                                                             |

## Карактеристике
Дендрометријске вредности утврђене на терену и сателитским снимцима:
| Стабло                     | Храст |
| Висина стабла              | m     |
| Обим дебла                 | m     |
| Пречник крошње             | 12m   |
| Пречник дебла              | m     |
| Висина дебла до прве гране | m     |

## База записа
Запис је у оквиру Викимедија пројекта "Запис - Свето дрво" заведен под редним бројем 1205.